# Oslo Spektrum
 (avril 2025).
Si vous disposez d'ouvrages ou d'articles de référence ou si vous connaissez des sites web de qualité traitant du thème abordé ici, merci de compléter l'article en donnant les références utiles à sa vérifiabilité et en les liant à la section « Notes et références ».
Le Oslo Spektrum  est une salle omnisports située à Oslo. Sa capacité est de 9 700 personnes.

## Histoire
La salle est inaugurée en 1990.

## Événements
- Concours Eurovision de la chanson 1996
- Melodi Grand Prix finale